# GATT
GATT (z angl. General Agreement on Tariffs and Trade – všeobecná dohoda o clech a obchodu) je mnohostranná dohoda obsahující pravidla pro řízení obchodu a pro fórum, Světovou obchodní organizaci (WTO), k jednání o obchodních záležitostech a řešení obchodních sporů mezi členy. GATT je významná jak pro podnikatele, tak i pro spotřebitele, neboť její pravidla a postupy vytvářejí rámec pro mezinárodní obchod a obchodní politiku. Ta má reálný dopad na výběr zboží dostupného spotřebitelům a jeho cenu.
V duchu výsledků Bretton Woodské konference měla být založena i mezinárodní obchodní organizace (ITO), v průběhu přípravy založení přejmenovaná na světovou (WTO), jako součást většího plánu na obnovení hospodářství po 2. světové válce. Jako provizorní řešení byla přijata pouze část smlouvy o WTO jako GATT upravující obchod a cla. Její prozatímní užití bylo zajištěno Prozatímním protokolem. Kvůli zamítavému postoji Senátu USA však k jejímu vzniku nedošlo a provizorní GATT zůstala v platnosti po desetiletí.
GATT je tedy na rozdíl od WTO smlouva a má smluvní strany, WTO je mezinárodní organizace a má členy.
Hlavním důvodem vzniku bylo  snížení překážek v mezinárodním obchodu. Toho bylo dosaženo množstvím různých dohod o snížení celních bariér, kvantitativních omezení obchodu a dotací.

GATT byl od 1. ledna 1995 nahrazen Světovou obchodní organizací (World Trade Organization – WTO). Původní GATT 47 zůstal v platnosti mezi některými členy.
Jednání v rámci GATT se uskutečňovala v rámci tzv. kol rounds – šlo o setkání svolaná ad hoc.
Rozlišujeme tedy původní GATT 47 (verze z roku 1947 + dodatky do ukončení Uruguayského kola) a GATT 94, která je dohodou v rámci WTO a nezahrnuje tedy organizační složku která byla nahrazena WTO. Naopak zahrnuje i dodatky z Uruguayského kola.
Československo bylo zakládající zemí GATT – je signatářem od roku 1947 s účinností od 1. ledna 1948.

## Výjimky
Účinnost GATT omezuje řada výjimek:
- grandfather rights = možnost zachování rozporu s GATT, pokud byl již platný před přijetím GATT
- povoleny zóny volného obchodu a celní unie
- mírnější zacházení s rozvojovými státy
- antidumpingová a vyrovnávací cla
- dočasná ochranná opatření (nutná z důvodu nedostatku zboží na trhu, hrozící nezaměstnanosti, ochrany platební bilance, atd.)
- bezpečnostní výjimky (vojenské zboží, zboží dvojího použití)
- další (například speciálními dohodami, dohody o textilu, "dobrovolná" omezení exportu,...)[1]

## Zásady
- redukce překážek volného obchodu pouze do cel (= tarifů)
- Nediskriminace
- Parity
- liberalizace
- multilaterality

## Funkce
- snižování obchodních bariér
- antidumpingová opatření
- regulace světového obchodu